# Abgeteilte Herren

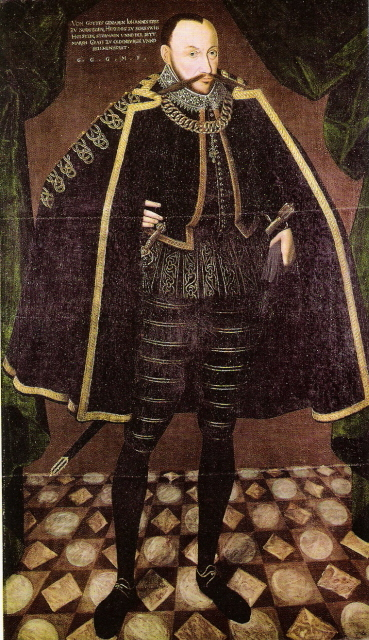
Johann der Jüngere war der erste der abgeteilten Herren. Nach seinem Tod zerfiel sein Herrschaftsgebiet in zahlreiche abgeteilte Duodezherzogtümer

Als abgeteilte Herren (dänisch Afdelte hertuger) wurde eine Anzahl von Herzögen in den Herzogtümern Schleswig und Holstein bezeichnet, deren Herrschaft nicht durch die Stände der Herzogtümer anerkannt war. 

## Hintergrund
Hintergrund war die Handfeste (Wahlkapitulation) König Christians I. bei seiner Wahl zum Herzog von Schleswig und Grafen von Holstein, der sogenannte Vertrag von Ripen von 1460, in dem festgelegt wurde, dass Schleswig und Holstein künftig immer von einem gemeinsamen Landesherren regiert werden sollten. Herzog der Länder sollte in Personalunion der dänische König sein.
Der Vertrag wurde 1544 gebrochen, als der dänische König Christian III. die Herzogtümer zwischen sich und seinen Halbbrüdern Johann und Adolf I. aufteilte. Die drei Brüder teilten sich die Regierung. Jedem standen ein Drittel der Einnahmen der Herzogtümer zu. Nachdem Johann (Hans der Ältere) ohne Erben gestorben war, fiel sein Anteil an die beiden überlebenden Brüder. Adolf begründete das regierende Haus Schleswig-Holstein-Gottorf.
Als jedoch König Christians Sohn Friedrich II. sein Herrschaftsgebiet 1564 noch einmal mit seinem Bruder Johann (Hans der Jüngere) teilte, verweigerten die Stände diesem die Huldigung. Johann erhielt zwar Rang und Titel (und gründete so eine Nebenlinie des Hauses Oldenburg, die Linie Schleswig-Holstein-Sonderburg), sowie die Einkünfte seiner eigenen Ländereien, doch die faktische Herrschaft über Schleswig und Holstein verblieb bei seinem Bruder und seinem Onkel. Das abgeteilte Herzogtum war somit ein Titularherzogtum, das weder ein Münzrecht erhielt noch stehende Truppen unterhalten durfte. 
Unter Johanns Kindern wurde das abgeteilte Herzogtum (Paragium) aufgeteilt und diverse abgeteilte Nebenlinien des Hauses Schleswig-Holstein-Sonderburg entstanden. Erst nachdem die meisten dieser Linien im 18. Jahrhundert ausgestorben waren, regierte der dänische König allein im Gesamtstaat.